# Ambassade de Guinée-Bissau en Russie
Ambassade de Guinée-Bissau en Russie est une mission diplomatique de la république de Guinée-Bissau en fédération de Russie.
L'ambassadeur de Guinée-Bissau à Moscou, outre la fédération de Russie, est également accrédité pour la République de Pologne.

## Histoire
Les relations diplomatiques entre la Guinée-Bissau et l'Union soviétique ont été établies le 6 octobre 1973.